# Rochefourchat
Rochefourchat is een gemeente in het Franse departement Drôme (regio Auvergne-Rhône-Alpes) en telt 1 inwoner (2014, en sinds 1999). Rochefourchat is daarmee op een zestal gemeenten zonder inwoners in het departement Meuse na de minst bevolkte gemeente van Frankrijk. Ook de enige geregistreerde inwoner woont er in werkelijkheid niet permanent. In de gemeente bevinden zich een kapelletje met een begraafplaats, een telefooncel en een gîte.
De oppervlakte van de gemeente bedraagt 12,74 km², de bevolkingsdichtheid is 0,1 inwoners per km².

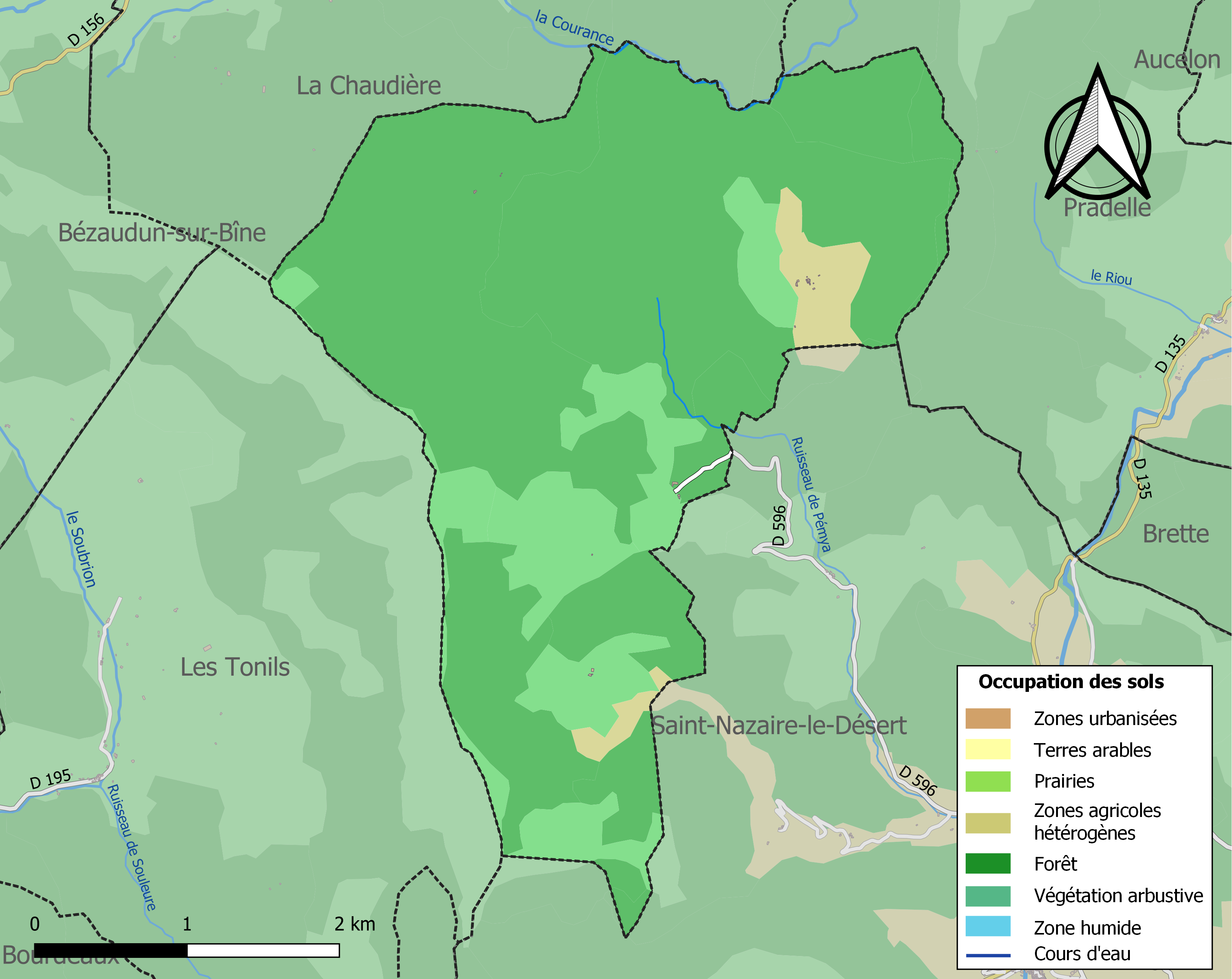
Kaart van de gemeente met belangrijkste infrastructuur, bodemgebruik en omliggende gemeenten

## Demografie
Onderstaande figuur toont het verloop van het inwonertal (bron: INSEE-tellingen).